# Idioma inglés en España

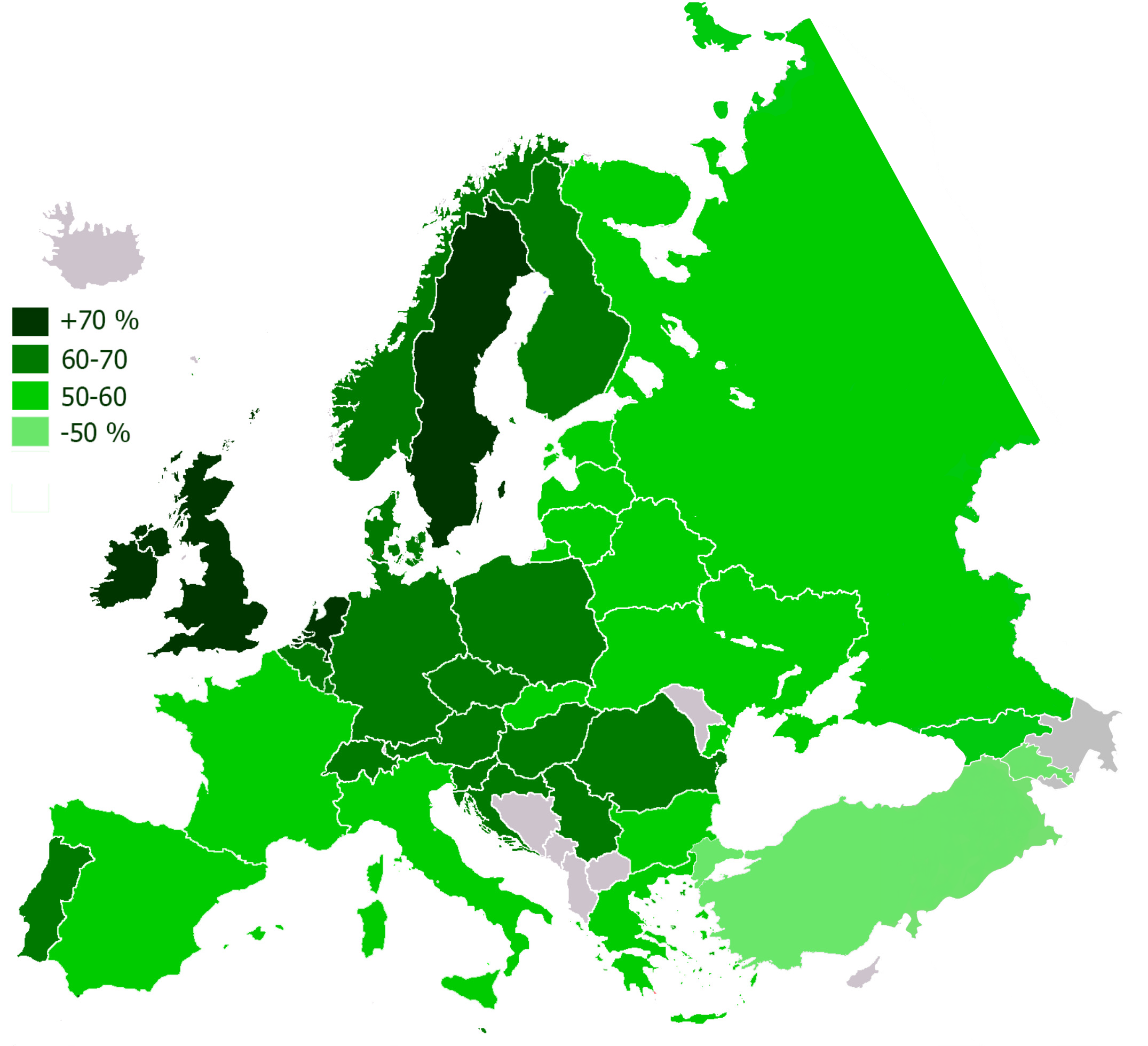
Conocimiento del inglés en la UE.

Inglés en España hace referencia al conocimiento del idioma inglés en España.
España posee niveles muy bajos de conocimiento de inglés dentro de la UE.
Se ha señalado el hábito social de la preferencia por el consumo de producciones audiovisuales dobladas al castellano en lugar de la versión original (en inglés) subtitulada como un factor que condiciona el nivel comparativamente menor en inglés de los españoles con respecto a otros países europeos.

## Historia
Aunque en la península ibérica medieval había surgido un limitado interés por la lengua inglesa, no fue hasta la segunda mitad del siglo XVIII cuando empezó a consolidarse e institucionalizarse dicho conocimiento en la España borbónica de Carlos III. Se fundaron durante el siglo XIX algunas academias de inglés, y, ya en el siglo XX, tras la Segunda Guerra Mundial aumentó muy notablemente el interés por el inglés entre los españoles.

## Problemática  actual
Con independencia de la credibilidad que le otorguemos a las numerosas encuestas sobre los conocimientos de lengua inglesa que tienen los españoles (encuestas en las que suele ser el propio encuestado quien evalúa su nivel), no es aventurado afirmar que estos están bastante por debajo de la media europea. Entre las posibles causas, al margen de la mencionada predilección por los doblajes, está el hecho de que el español, como lengua románica, es más diferente del inglés que las lenguas germánicas, nativas para gran parte de los europeos. Además, hasta hace unas pocas décadas, la primera lengua extranjera que se estudiaba en colegios e institutos era el francés (guarde esto relación, o no, con el anterior punto). 
El Ministerio de Educación y las Consejerías correspondientes han tomado medidas como la creación de las Escuelas de Idiomas y, sobre todo, una serie de cambios en los planes de estudios de primaria y secundaria. Si hace treinta años los alumnos no tenían clases de inglés hasta comenzar el BUP (a  los 14 años), ahora todos empiezan obligatoriamente en la escuela primaria,  a los seis años, algunos incluso antes; con respecto a lo que ocurre en los demás países, ahora estamos en el otro extremo.  Pero ni esto ni nuevos proyectos como el impartir determinadas materias en lengua inglesa parecen estar dando frutos.

### Causas del fracaso escolar en inglés
Una de las razones que se aducen para explicar los malos resultados es la falta de motivación del alumnado y que con frecuencia se atribuye a la escasa profesionalidad de los docentes.

### Spanglish
- Inglés de Gibraltar